# Теодора (супруга Јустинијана I)
Теодора (грч. Θεοδώρα, око 490 — 28. јун 548) била је византијска царица и супруга цара Јустинијана, као и његова најближа сарадница и саветница преко двадесет година.
Она је била скромног порекла и постала је царица када је њен муж постао цар 527. године. Била је један од његових главних саветника. Теодора је светица у Источној православној цркви и Оријенталној православној цркви, помен се обележава 28. јуна.
Услед Прокопијеве „Тајне историје“ Теодора је превасходно остала упамћена као куртизана која се узнела до царског трона.

## Младост

### Порекло
О Теодориној години рођења и пореклу може се само нагађати. У науци се обично узима да је била петнаестак година млађа од супруга Јустинијана I, дакле рођена је око 497. године. Царичина породица била је, по традицији коју је забележио око 1320. историчар цркве Нићифор Калист, пореклом са Кипра. Међутим, различити извори настали после 6. века, бележе као Теодорин завичај Александрију и малоазијску област Пафлагонију. По сиријским изворима Теодора је била ћерка локалног монофизитског свештеника из Дамана код Калиника на Еуфрату.. Међу модерним историчарима је теза о Теодорином пореклу одавно повезана са могућом књижевном тенденцијом да се царица која је успела да заведе средовечног Јустинијана повеже са Кипром, родним местом старогрчке богиње љубави Афродите. Иако извори то не спомињу, Теодорина породица је можда била и из престоног Константинопоља . Највећи број података о Теодориној младости пружа већ поменута Прокопијева „Тајна историја“. По Прокопију, Теодора је потицала из најнижег сталежа, сталежа који су чинили циркуски забављачи, уличарке и ослобођени робови. По Теодосијевом законику чији су закони још увек били на снази почетком 6. века, такви људи су били трајно обележени ниским пореклом и проказаним занимањима у толикој мери да им је ускраћиван приступ црквама и све до самрти свете тајне крштења и причешћа. Разне сценске уметности попут пантомиме и плеса биле су јако популарне широм Источног римског царства 6. века, али су сами извођачи били приковани за само дно друштвене лествице, док је закон, још од Диоклецијанове владе прописивао да се занимање мора преносити унутар исте породице са колена на колено.

### Борба за опстанак
По Тајној историји, Теодорин отац Акакије био је радио као чувар медведа за рачун деме Зелених на цариградском хиподрому. Прерано је умро (негде око 500. године) и оставио удовицу, бившу забављачицу чије нам име није забележено, са три ћерке од којих је најстарија, Комито, тек била напунила седам година. У покушају да задржи место чувара медведа у породици, мајка се брзо преудала, а затим је све три ћеркице, Комито, Теодору и Анастасију, извела пред руљу Зелених покушавајући да гане њихове поглаваре. Међутим, девојчице су исмејане, положај чувара медведа је препуштен особи са најдубљим џепом, а Теодора је временом постала заклети непријатељ Зелених. Најзад, Плави су се смиловали на сиротице и Теодорин очух је постављен за њиховог чувара звери. Да би издржавала породицу мајка је своје ћерке брзо увела у забављачки посао и у његове добре и лоше стране. Теодора је стасала уз старију сестру Комито и већ као девојчица се прославила као пантомимичарка. Када је одрасла наступала је готово нага као пантомимичарка у скарадној представи инспирисаној старогрчким митом о Леди и лабуду. Прокопије додаје да је исто тако била позната и као проститутка високог ранга — куртизана (грч. ἑταῖρα). Поред Прокопија, који је био изразито ненаклоњен Теодори, и Јован Ефески, титуларни монофизитски епископ Ефеса и историчар цркве, који је спадао у царичине штићенике, описао ју је као „Теодору из јавне куће“ (грч. πορνείογ) .

### Сусрет са Јустинијаном
У младости добила је ћеркицу, а касније и сина по имену Јован (лат. Ioannes), а у неколико наврата је и прекидала трудноћу. Најзад, постала је љубавница Хекебола, намесника Пентапоља у данашњој Либији (вероватно око 520), али се са њим бурно растала. Можда је све био део њеног плана да се као Хекеболова пратиља спасе даљег боравка у позоришту . Преостало јој је да се на све начине домогне Цариграда. Прво је отишла у Александрију, где је наставила са најстаријим занатом на свету, али је у египатској метрополи вероватно упознала и монофизитско учење и његове проповеднике, подвижнике и светитеље. По коптској традицији забележеној у 7. веку лично је упознала монофизитског патријарха Тимотеја III који је постао њен духовник. У Александрији је тако оставила стари живот блуднице иза себе, а у Антиохији у Сирији се десио други важан преокрет. Упознала је извесну плесачицу у служби Плавих, Македонију, која је у исто време била и достављач у служби царске тајне полиције. Македонија је изгледа врбовала Теодору и затим је у Цариграду упознала са великим покровитељем деме Плавих, Петром Сабатијем (лат. Petrus Sabbatius), будућим Јустинијаном, сестрићем цара Јустина I. У време када је упознала Јустинијана, по традицији раног 8. века, Теодора је у једној цариградској уџерици водила частан и сиромашан живот преље.

## Августа

### Удаја
Теодорина прошлост и порекло нису били тајна у Цариграду, као и њене симпатије према монофизитима. Јустинијан је изгледа искрено заволео Теодору, али је стари закон Константина I онемогућавао особама из сенаторског сталежа да ступе у брак са бившим глумицама и робињама које су законски биле дефинисане као „жене без части“. Поред тога, и супруга цара Јустина, строга Еуфемија оштро се противила Јустинијановој женидби, не толико због Теодориног порекла, пошто је и сама била у младости робиња која је променила неколико господара, већ можда због склоности ка монофизитизму Јустинијанове изабранице . Међутим, стара царица је умрла 524. године и Константинов закон је укинут већ 525. године. Теодора се убрзо затим удала за Јустинијана са којим је већ живела у цариградској Хормиздиној палати. Када се Јустиново здравље бесповратно погоршало, стари цар је 1. априла 527. крунисао Јустинијана и Теодору. Јустин је преминуо 1. августа исте године а Јустинијан је постао нови август.

### Двор: савезници и непријатељи
Након што јој је муж крунисан, Теодора је добила титулу августе, уобичајену за царске супруге и сестре. Сама титула је била симболична, али у време царева слабих личности, попут Аркадија или Теодосија II, царице су преузимале важну улогу у политици, администрацији и верским пословима. Сада су се на престолу нашле две амбициозне и властољубиве особе, често супротстављених погледа по многим питањима, али исто тако и пуне обостраног поштовања . Као царева саветница, Теодора је била драгоцена пре свега из два разлога. Познавала је начин живота и размишљања цариградске светине, најнижих слојева престонице. Са друге стране, још пре 527. постала је заштитница монофизита, следбеника јеретичког учења осуђеног 451. у Халкидону на Четвртом васељенском сабору. Јустин I је покренуо прогон монофизита у источним провинцијама, док је његов наследник Јустинијан, иако убеђени присталица православља, прижељкивао компромис. Као доброчинитељ монофизита Теодора је имала важну улогу у одржавању крхке равнотеже и омекшавању царске политике.
По ступању на престо, Теодора, ћерка забављача и супруга потомка балканских сељака, осетила је непријатељство и презир старе престоничке аристократије. Међутим, ни по успону до царске круне, није заборавила своје старе пријатеље. Сестру Комито богато је удала за војсковођу Сита, а стару пријатељицу Антонину за будућег освајача Вандалске краљевине, Велизара. Своју ванбрачну ћерку удала је за једног од припадника породице некадашњег цара Анастасија I, Јустиновог претходника. На двор је са собом довела и своје три другарице, некадашње глумице. Међу Теодорине верне сараднике спадао је и евнух Нарзес, надзорник царске ложнице. Ипак, царица је имала и неколико противника, пре свих Јована Кападокијског, способног и бескрупулозног Јустинијановог „министра финансија“, човека који се није устручавао да све каже царском пару у лице. Поред тога, Теодора није имала поверења у људе који су имали огромно богатство, утицај и славу попут Јована Кападокијског, Велизара и војсковође Германа, Јустинијановог брата од тетке. У случају Германа, који је био најочигледнији Јустинијанов наследник, Теодора се потрудила да спречи његову децу да склопе брачне везе са супружницима сличног друштвеног статуса како не би могли једног дана да се надмећу са њеном породицом.

### Допринос царевом законодавству
На цариградском двору Теодора је увела врло строг и крут церемонијал. Јустинијан је ценио њен савет и изгледа да ју је третирао као свог савладара. У новели 51 из 535. Теодора је названа „нашом најпобожнијом супругом коју нам је даровао Бог“. Великодостојници су по ступању на дужност полагали заклетву верности и августу и августи. Церемонијал који је уведен од Јустинијановог доласка на престо предвиђао је да сви сенатори, без обзира на ранг, приликом сусрета са царским паром падају на ничице. Теодора је наводно инсистирала да се уместо традиционалних титула цара и царице тј василевса и василисе, сви редом обраћају њој и њеном мужу као деспини и деспоту тј господарици и господару.
Јустинијан је био велики законодавац и неколико закона које су у његово време били донесени у циљу заштите жена можда су управо били инспирисани од стране његове супруге. Глумице које су напустиле сцену нису могле бите силом задржаване, жене су добиле право да поседују и наслеђују имовину, а будући мужеви су морали да обезбеде својим невестама дар у висини вредности њихових мираза. Закон из 535. забранио је проституцију у Цариграду, трговину женама, протерао је подводаче из града и наложио затварање јавних кућа. Теодора је, по хроничару Јовану Малали, сазвала трговце робљем, откупила све жене и поделила им ситне дарове у одећи и новцу. Сама царица је подигла на азијској обали Босфора манастир назван Покајање у коме су бивше проститутке живеле као монахиње .
У Историји Јустинијанових ратова Прокопије је забележио да је у Теодориној природи било да помаже несрећним женама. Када је Јустинијанов брат од тетке Борајд умро, његову имовину је наследи његов рођени брат Герман, док је покојникова ћерка добила само законски минимум очеве имовине. Супротно жељама Германа, цар је интервенисао у корист Борајдове супруге и ћерке, вероватно на инсистирање Теодоре која, као што је поменуто, није волела Германа и његову породицу. Са друге стране, удовичена Јустинијанова сестричина Прајекта је 546. пожелела да се уда за војсковођу јерменског порекла Артавана. Цар је Артавана позвао у престоницу, поставио га за врховног заповедника војске при двору и за конзула, али се убрзо показало да је Јерменин већ ожењен. Његова супруга је допутовала у Цариград из далеке постојбине и затражила помоћ царице Теодоре. Укратко, Теодора је демонстрирала да по римском праву, важећем у земљи где је Артаван остварио блиставу каријеру, нема правних основа да напусти своју нежељену супругу. Артаван је тако све до Теодорине смрти остао везан за своју прву супругу, а после 548. било је прекасно да постане зет царске породице .

## Дворске интриге

### Улога токомустанка „Ника“
Још у време првих година брака, Теодора је родила Јустинијану ћерку, али је дете убрзо преминуло. Изгледа да је царица у прво време редовно обилазила бање у Битинији, али ипак није успевала да Јустинијану роди децу. Царичин положај на двору ипак се учврстио након устанка „Ника“ (13—18. јануара) 532. у Цариграду. Пошто су удружене деме Зелених и Плавих заузеле кључне положаје у Цариграду и пошто су побуњеници извикали за цара Ипатија, сестрића Анастасија I, Јустинијан је у присуству својих најближих саветника 17. јануара наредио да се двор евакуише у Хераклеју. Када су мушкарци заћутали, Теодора се обратила окупљенима:
Да ли жена треба да пружи мушкарцима узор храбрости, о томе сада не вреди расправљати. У тренуцима безнадежне опасности свако треба да чини онолико колико може. Ја мислим да сада не треба бежати, чак иако нам бекство донесе сигурност. Свако ко се роди не може избећи смрт, али ја ипак не могу поднети да онога ко је био цар видим као изгнаника! Надам се да нећу доживети да видим себе без царског пурпура, нити да ме људи које срећем не ословљавају као царицу! А ако ти желиш да се спасеш, о Царе, то је бар просто. Имамо новца, море је пред тобом а ту су и бродови. Али, ипак упитај себе, када будеш био на сигурном, да ли би трампио такву сигурност за смрт. А што се мене тиче, ја ипак ценим ону стару изреку која каже да је пурпур достојан покров.— Прокопије, Историја Јустинијанових ратова, I 24, 33-37, превод са енглеског
После ових речи, прво су се пренуле војсковође Велизар и Мунд који су разрадили план обрачуна са побуњеницима. Наредног дана, 18. јануара малобројна али одлучна царска војска се на хиподрому сурово обрачунала са побуњеницима и наводно масакрирала 30.000 људи. Јустинијанов режим најзад је учвршћен а заједно са њим и шачица оних који су подржавали Јустинијана у најтежим часовима. Испред свих царица Теодора, поуздан пријатељ и одан савезник, али и неумољив непријатељ.

### Царица и краљица
У наредним годинама показало се да је царица више него способна да на двору, престоници и у држави води сопствену политику. Теодора је наводно држала под својом контролом читаву мрежу доушника и шпијуна, батинаша и тајних тамница. Добро је пазила да одржи свој недодирљиви положај и увећа моћ своје породице и својих најближих сарадника. Када је остроготска краљица Амаласвинта почетком 534. године договорила са Јустинијаном да се склони у Драч и одатле затражи да царска војска помогне обнову њене власти у Италији, Теодора је наводно полудела од љубоморе. Амаласвинта је била позната као образована и шармантна лепотица уз све то племенитог порекла. Најзад, краљичин савладар Теодат ју је збацио и заточио, а Јустинијан је послао свог емисара да затражи ослобађање Амаласвинте. Међутим, по Прокопију, дипломати је стигла и Теодорина порука Теодату да слободно уклони Амаласвинту и да Јустинијан у том случају ништа неће предузети. Било како било, Амаласвинта је погубљена, а дуги Готски рат (532—552) који је наступио је неизмерно коштао Царство. Насупрот Прокопију, који је описао читаву епизоду захваљујући којој је Амаласвинта изгубила живот, Касиодор Сенатор је у својој збирци званичне кореспонденције остроготских краљева, Разно сачувао укупно и два писма, једно Теодата, друго његове жене Гуделиве, која можда и дозвољавају могућност царичине умешаности у смрт Теодорихове ћерке .

### Пад Јована Кападокијског
Теодора је у још неколико наврата демонстрирала своју моћ која је изгледа била на врхунцу почетком пете деценије 6. века. Највеће ривале свога мужа царица је видела у преторијанском префекту Истока Јовану Кападокијском и великом војсковођи Велизару. У неколико наврата покушавала је да утиче на цара да смени Јована, али је Јустинијан, иако свестан царских амбиција свог министра, остао убеђен у његову лојалност. Ипак, у пролеће 541. Антонина, Теодорин поверљиви агент, се приближила Јовановој ћеркици Еуфемији и испричала јој да се Велизар, у то време на источној граници Царства, спрема да свргне цара само уколико би добио подршку престоничких великодостојника. Јован се полакомио и, и поред царевог тајног упозорења, отишао на састанак са Антонином у Халкедон. Када је отворено изрекао своје тежње да се зацари, Јован је ухапшен од стране Нарзеса, али је успео да побегне у Цариград и затражи склониште у цркви. Прокопије бележи да је Јован Кападокијски отишао право цару био би спашен, али сада је Теодора најзад доказала Јустинијану превратничку ћуд његовог министра. Јован Кападокијски је лишен највећег дела свог иметка и послат у прогонство. Надживео је Теодору и пред крај живота се вратио у Константинопољ, али се више никада није приближио цару. Јованов положај наследио је у лето 543. Петар Барсимеј, сиријски банкар, још један Теодорин изабраник. Барсимеј се пак показао ништа мање способним од Јована Кападокијског и остао је на различитим финансијским функцијама бар до 562. када га извори последњи пут помињу .

### Антонина и Теодора
Однос између Теодоре и Антонине није увек лако разумети и поред бројних сличности животних прича две жене. Ипак, по удаји за Јустинијана Теодора је постала узорна супруга, док је Антонина наставила да тражи нове љубавнике. Изгледа да ју је једино плашила реакција њене старе другарице, сада моралне и строге Теодоре којој је можда због страха наставила одано да служи у поверљивим пословима попут обарања Јована Кападокијског. Убрзо је царица узвратила услугу Антонини. Велизар је најзад на италијанском фронту нешто пре пада Равене 540. спознао да га је Антонина годинама варала и то са његовим посинком Теодосијем, младим и привлачним Трачанином. Са друге стране, Антонинин рођени син Фотије је стао уз свог поочима Велизара и заједно су положили заклетву да ће се осветити Теодосију. Док је Антонина отишла на источни фронт, где је Велизар сада боравио (541), Фотије је у Ефесу ухапсио мајчиног љубавника и затим заточио Теодосија у једној киликијској тврђави, а Велизар је приликом првог сусрета ставио своју неверну жену под стражу. Сада се у породичну драму умешала Теодора. Њени људи су прво утамничили Фотија и његове пријатеље и подвргли их бичевању, али тако нису могли да открију где је Теодосије нестао. Тајна је убрзо откривена, мада ни историчар Прокопије није сазнао како. Теодорини људи су ослободили Теодосија. Привлачни младић је затим живео под Теодорином заштитом у палати и ту је имао прилике да виђа Антонину. Велизар је у току зиме позван у Цариград и натеран на помирење са супругом. Теодосије је постао царичин фаворит, али је недуго потом умро од дизентерије пре него што је постављен за војсковођу како му је Теодора обећавала. Што се Фотија тича, он је пак после три године побегао из Теодорине тамнице и затим је отпутовао право у Јерусалем и примио монашки завет. Једино је тако могао бити безбедан од свеприсутне царице .

### Теодорино регенство
Најзад, у лето 542. у Цариград је преко Египта и Сирије стигла страшна епидемија бубонске куге. Око 300.000 људи је умрло у престоници и сам цар се тешко разболео. Теодора је највероватније преузела сву власт у своје руке. Јустинијанов опоравак био је једина нада за Теодорин опстанак. Генерали на истоку царства већ су почели већати о новом избору цара. До Теодоре је стигла вест да су Велизар и други важан војсковођа, Буз, изјавили да неће прихватити цара који би био именован у Цариграду, дакле под Теодориним утицајем и без њиховог пристанка. Обојица су убрзо позвани у Константинов град. Буз је лишен свих почасти и притворен на преко две године у Теодорину тајну тамницу у којој му је трајно оштећен вид. Популарном Велизару је одузето његово богатство и лична гарда и остављен је у уверењу да сваког дана може да очекује ликвидаторе. Најзад, када се Јустинијан опоравио 543. Велизару су враћена пређашња овлашћења и имовина, али му је Теодора ставила до знања да је преживео само захваљујући молбама своје презрене супруге Антонине. Штавише, помирење је прослављено веридбом Велизарове једине ћерке Јоване и Теодориног унука Анастасија. Царичина освета је тиме била потпуна пошто се надала да ће тако огромно Велизарево богатство прећи у руке њене породице. Антонина се од почетка противила овом браку, али је Теодора, током одсуства Велизара и његове жене у Италији, уредила да Јована и Анастасије почну да живе заједно и то невенчани. Пошто је Јованина репутација тиме неповратно оштећена, њени родитељи су на крају једино могли да се сложе са Теодориним веридбеним плановима .

## Верска политика

### Први кораци
Као заштитник присталица монофизитског учења Теодора се показала већ пре удаје за Јустинијана. Када је Јустин I протерао педесетак монофизитских епископа 521. године, Теодора је примила њихову делегацију и већ 523. преко Јустинијана убедила старог цара да дозволи одлазак протераних у монофизитски Египат. Са друге стране, у званичним приликама царица је исказивала дужно поштовање вођама православне струје нпр св. Сави Освећеном приликом његове посете Цариграду 531. године. Том приликом је замолила светитеља да се моли за њено потомство, али ју је монах одбио страхујући од појаве новог Анастасија на царском трону.

### Заштитница монофизита
Исте 531. године Јустинијан је из политичких разлога, желећи мир у источним провинцијама пред одлазак главнине војске на Запад, обуставио прогон монофизита. Рачуна се да је након тога око пет стотина монофизитских монаха, бивших епископа и митрополита и подвижника похрлило у Цариград. Теодора је једну од царских палата, Хормиздину палату, претворила у склониште за монофизите, али је у исто време омогућила свом супругу да надзире кретање и намере монофизитских првака. Ипак, и поред свих мера предострожности, утицај монофизита се осећао у престоници, нарочито после доласка некадашњег патријарха Антиохије, вештог теолога Севера из Созопоља. Север је изгледа придобио на своју страну цариградског патријарха Антима I (535—536), али је и сам Антим убрзо смењен интервенцијом папе Агапета I зарад Јустинијанових интереса у Италији. Север се убрзо вратио у Египат и Теодорина победа се показала привременом. Цариградски патријаршијски трон заузео је Мена, Агапетов изабраник, али је права борба вођена за место александријског патријарха. Јустинијан је по први пут применио силу и протерао умереног монофизиту Теодосија I у Тракију а столицу св. Марка је поверио монаху Павлу.
Међутим, Теодора је била упорна и обезбедила је у својој палати склониште за Антима и доцније Теодосија који је безбедно живео у Цариграду све до своје смрти 567. године. Јустинијан се надао теолошком решењу, а Теодора је изгледа почела да подржава стварање паралелне монофизитске црквене хијерархије. Јовану, епископу египатског Хефестопоља, царица је пружила заштиту, а затим и алиби како би му било омогућено да напусти кућни притвор и крене у посвећивање монофизитских свештеника по истоку царства. Са друге стране, царица је покушала да натера папство на попуштање и то у веома критичном тренутку. Папа Силверије је 9. децембра 536. отворио капије Рима византијској војсци, али када су Остроготи опсели град, Теодора је преко Антонине убедила Велизара да папа тајно одржава везе са Готима. Невољни Велизар је свргнуо Силверија, натерао га да се повуче у монаштво и 25. маја 537. омогућио долазак Вигилија на место наследника св. Петра. Вигилије је изгледа обећао царици да ће рехабилитовати анатемисаног Антима, али када је постао папа није показао жељу да сарађује.

### ОснивањеЈаковитске цркве
Прилике на Истоку ишле су сада на руку монофизитима пошто су Персијанци страховито опљачкали Антиохију 540. године, док се патријарх Ефрем, ватрени присталица православља, дао у бекство. Престиж Царства на истоку, али и православља су тешко погођени. Наредне 541. године Цариград је посетио емир Гасанида, арабљанског племенског савеза који је чувао византијску пустињску границу у Сирији. Емир је затражио монофизитског епископа за свој народ и Теодора је обезбедила да Теодосије посвети Јакова Варадеја за номиналног епископа Едесе. Јаков је своју мисију почео 543. године, након што је куга протутњала источним провинцијама, и посветио је на десетине монофизитских свештеника и епископа широм Истока. Тиме је монофизитизам на истоку Царства поново оживео, а убрзо се Теодори пружила шанса да се освети и Вигилију. Јустинијан је, тражећи теолошки компромис, 544. затражио од патријарха да осуде Три поглавља, а када је Вигилије пружио отпор, цар је наредио његово хапшење. Царски војници су га практично киднаповали из Рима новембра 545. године, а у Цариград папа је најзад стигао 25. јануара 547. године. И поред дирљивог дочека који му је приредио цар, Вигилије је тајно приморан да потпише осуду Три поглавља и анатемише сада јогунастог патријарха Цариграда Мену. Може се рећи да је пораз папе Вигилија био и последња победа царице Теодоре која је умрла 28. јуна 548. године, највероватније од рака. Наводно је на самрти заклела Јустинијана да настави са заштитом монофизита.

## Епилог

### Успомена на Теодору
Теодорина смрт задесила је цариградски двор у веома тешком тренутку пошто су Тотила и његови Остроготи преузели иницијативу у Италији, а теолошки сукоби у источним провинцијама су се и даље распламсавали. Јустинијан се ипак прибрао после неког времена и наставио борбу за јединство и величину Царства све до своје смрти 565. године. Теодора је сахрањена у гробници коју је њен супруг подигао за њих двоје а која се налазила у близини цркве св. Апостола у Цариграду. Када је 559. године цар славио тријумф над Котригурским Хунима, читава поворка је застала недалеко од царичине гробнице коју је Јустинијан пешке обишао како би упалио свећу и помолио се на њеном гробу.

### Суд савременика
Теодора је код својих савременика инспирисала противуречна осећања. У монофизитској традицији остала је упамћена као велика добротворка и најпобожнија владарка. Учвршћивање коптске цркве у Египту и јаковитске у Сирији и Месопотамији било је делимично и њена заслуга. Међутим, подељеност међу хришћанима у источним провинцијама Царства олакшаће персијска и исламска освајања тих крајева почетком 7. века. Са друге стране, Теодора је за конзервативце попут Прокопија била неопростиво амбициозна, смела и независна жена. Ипак, њена моћ лежала је у власти њеног супруга, тако да Теодора није у правом смислу речи била владарка попут птолемејских краљица или каснијих руских царица или краљица у данашњој Европи. Јустинијан је ипак имао пуно поштовања и разумевања за своју супругу, али и стрпљења за њене потезе који су пркосили његовим политичким погледима.
У Историји Јустинијанових ратова Прокопије описује Теодору као жену велике лепоте. Бележи и да је своју лепоту одржавала дугим сном и топлим купкама насупрот свом супругу који је водио прилично аскетски начин живота. Теодорин портрет у цркви Сан Витале у Равени приказује је као ситну жену бледог тена и великих очију.

### Теодорино наслеђе
Најтрајнија заоставштина царице Теодоре били су њени рођаци којима је у Цариграду обезбедила велико богатство и важне положаје. Истина, Антонина, дотада лојална Теодори, је раставила своју ћерку Јовану и царичиног унука Анастасија и тако сачувала Велизарово богатство. Други знаменити Теодорин унук био је монах Атанасије, присталица тритеизма, једног од монофизитских праваца, који је своје огромно богатство, по речима Јована Ефешког трошио како би придобио што више преобраћеника . Међутим, Теодорина породица ће и даље имати доминантну улогу на цариградском двору у личности царичине сестричине Софије, ћерке Комито и војсковође Сита. Софија је удата за Јустинијановог сестрића Јустина II и доцније ће обезбедити свом мужу византијски престо. Софија ће готово све до своје смрти 602. године имати утицај и моћ какву њена тетка Теодора никада није.

### Извори и литература на српском
- Прокопије из Цезареје, Тајна историја, Превод Албин Вилхар, Предговор и коментар Радивој Радић, Београд 2004. — најобимнији, али не и најобективнији извор који описује Теодорин живот;
- Шарл Дил, Византијске слике, Прва књига, Српска књижевна задруга, коло XXX, бр. 203, Београд 1927. (више издања) — између осталог садржи и кратку романсирану Теодорину биографију;

### Извори и литература на енглеском
Прокопијева Тајна историја у енглеском преводу се може наћи на:
- Procopius The Secret History на сајту Чикашког универзитета у преводу Дјуинга из 1935.
- Procopius The Secret History Архивирано на веб-сајту  (11. октобар 2013) на сајту Фордхем универзитета из Њујорка у преводу Етвотера из 1927. године

На енглеском основне референце о Теодори и њеним савременицима су у:
- The Oxford Dictionary of Byzantium, I-III, ed. A.P. Kazdhan, New York-Oxford 1991.
- The Prosopography of the Later Roman Empire III: A.D. 527-641, vol. A-B, ed. J.R. Martindale, Cambridge 1992.

Стандардно и умногоме још увек непревазиђено дело о Јустинијановој епохи на енглеском језику је други том Бјуријеве историје позноримског царства која постоји и у електронском облику:
- J. B. Bury, History of the Later Roman Empire, From the Death of Theodosius I to the Death of Justinian, II, London 1923. (више издање) — at LacusCurtius

Релевантнија и рецентнија синтетичка дела о Теодори на енглеском:
- Browning, Robert (1971). Justinian and Theodora. London: Praeger.
- Garland, Lynda (1999). Byzantine Empresses: Women and Power in Byzantium, AD 527-1204. Routledge. ISBN 978-0-415-14688-3.
- Evans, James Allan Stewart (2002). The empress Theodora: partner of Justinian. Austin: University of Texas Press. ISBN 978-0-292-72105-0.

Сажета Евансова биографија царице Теодоре у којој су наведене основне поставке и тумачења овог историчара:
- De Imperatoribus Romanis